# 詹巴魯豹蛛
詹巴魯豹蛛（学名：Pardosa jambaruensis）为狼蛛科豹蛛屬下的一个种。

## 扩展阅读
- 維基物種上的相關：詹巴魯豹蛛